# USS Bancroft (DD-256)
USS Bancroft (DD-256) là một tàu khu trục lớp Clemson được Hải quân Hoa Kỳ chế tạo vào cuối Chiến tranh Thế giới thứ nhất. Trong Chiến tranh Thế giới thứ Hai nó được chuyển cho Hải quân Hoàng gia Canada và được đổi tên thành HMCS St. Francis và đã tiếp tục hoạt động cho đến khi xung đột kết thúc. Nó là chiếc tàu chiến thứ hai của Hải quân Hoa Kỳ được đặt tên theo Bộ trưởng Hải quân George Bancroft (1800-1891).

## Thiết kế và chế tạo
Bancroft được đặt lườn vào ngày 4 tháng 11 năm 1918 tại xưởng tàu Fore River Shipyard của hãng Bethlehem Shipbuilding Corporation ở Quincy, Massachusetts. Nó được hạ thủy vào ngày 21 tháng 3 năm 1919, được đỡ đầu bởi cô Mary W. Bancroft, chắt của Bộ trưởng Bancroft; và được đưa ra hoạt động vào ngày 30 tháng 6 năm 1919 dưới quyền chỉ huy của Hạm trưởng, Thiếu tá Hải quân H. S. Haislip.

## Lịch sử hoạt động

### USSBancroft
Sau khi nhập biên chế, Bancroft được phân về Hạm đội Đại Tây Dương, và đã tham gia các cuộc thực tập hạm đội cho đến ngày 26 tháng 11 năm 1919, khi nó được đưa về lực lượng dự bị. Nó được cho xuất biên chế tại Philadelphia, Pennsylvania vào ngày 11 tháng 7 năm 1922.
Bancroft được cho nhập biên chế trở lại vào ngày 18 tháng 12 năm 1939, và đã hoạt động cùng Hải đội Đại Tây Dương dọc theo vùng bờ Đông cho đến khi được cho xuất biên chế tại Halifax, Nova Scotia và chuyển cho Anh Quốc vào ngày 24 tháng 9 năm 1940 theo Thỏa thuận đổi tàu khu trục lấy căn cứ.

### HMCSSt. Francis
Do tình trạng thiếu hụt nhân sự hải quân, Bancroft lại được chuyển giao cho Hải quân Hoàng gia Canada cùng trong ngày 24 tháng 9 năm 1940. Theo thông lệ của Canada đặt tên tàu khu trục theo tên các con sông của Canada, có liên hệ đến nguồn gốc Hoa Kỳ của nó, con tàu được đổi tên thành HMCS St. Francis, theo tên sông St. Francis hình thành nên biên giới giữa phía Bắc Maine với Quebec cùng New Brunswick. St. Francis rời Halifax vào ngày 15 tháng 1 năm 1941 và đi đến sông Clyde, Scotland vào ngày 26 tháng 1. Nó gia nhập Đội hộ tống 4, và vào ngày 20 tháng 5 đã cứu vớt những người sống sót từ chiếc tàu hơi nước Starcrose, sau khi nó đắm do trúng ngư lôi phóng từ một tàu ngầm. Đến cuối tháng 6, nó hộ tống một đoàn tàu vận tải chuyển quân sang Trung Đông, rồi sang tháng 7 gia nhập vào Lực lượng Hộ tống Newfoundland mới được thành lập. Từ năm 1941 đến năm 1943, nó đã thực hiện nhiều cuộc tấn công tàu ngầm đối phương đang khi hộ tống các đoàn tàu vận tải ON-95, SC-85, ON-105, HX-197 và ON-116 cùng Đội hộ tống C-4 thuộc Lực lượng Hộ tống giữa đại dương. Sau đó nó hộ tống Đoàn tàu ON-121 cùng Đội hộ tống C-3, Đoàn tàu SC-99 cùng Đội hộ tống C-1, và Đoàn tàu ON-147 cùng Đội hộ tống C-4.
Sau khi được tái trang bị tại Halifax, St. Francis gia nhập Đội hộ tống C-2 trực thuộc Bộ chỉ huy Tiếp cận phía Tây vào tháng 6 năm 1943, nhưng đến tháng 8 lại được điều sang Đội hộ tống 9 hoạt động từ cảng Londonderry, Bắc Ireland. Nó quay trở lại Lực lượng Hộ tống Tại chỗ phía Tây ở Halifax trong tháng tiếp theo. Từ đầu năm 1944, nó được sử dụng cho nhiệm vụ huấn luyện tại Digby, Nova Scotia, nơi mà vào ngày 1 tháng 4 năm 1945, nó được công bố là dư thừa so với nhu cầu của Hải quân Canada.
Đang trên đường được kéo đi Baltimore để được tháo dỡ tại hãng Boston Iron & Metal Co. vào tháng 7 năm 1945, nó bị đắm do một tai nạn va chạm ngoài khơi mũi Code, Massachusetts.